# Venevisión
Venevisión ist ein privater Fernsehsender aus Caracas, Venezuela. Venevisión ist ein Akronym von Corporación Venezolana de Televisión C.A., Compañía Anónima. Der Sender ist eines der größten privaten Fernsehnetzwerke des Landes und gehört der Cisneros Media Division der Grupo Cisneros.

## Geschichte
Venevisión wurde am 27. Februar 1961 von dem kubanisch-venezolanischen Unternehmer Diego Cisneros durch Erwerb und Umbenennung des 1960 bankrottgegangenen Fernsehsenders Televisa gegründet. Televisa (ein aus Televisión Independiente, S.A. gebildetes Akronym) war vom Rundfunksunternehmer Gonzalo Veloz Mancera am 4. Mai 1953 gegründet worden. 
Seit 1980 überträgt Venevisión in Farbe. Gustavo Cisneros und Ricardo Cisneros, Söhne von Diego Cisneros, sind heute Eigentümer. Venevisión gehört zur Unternehmensgruppe Gruppe Diego Cisneros.

## Fernsehprogramme von Venevisión
- Nachrichten:  Noticias Venevisión

- Schönheitswettbewerb: Miss Venezuela, Mister Venezuela

- Musiksendung: Sábado Sensacional

- Spielshows: Guerra de los Sexos, Mega-Match

- Comedy: ¡Qué Locura!

## Trivialitäten
- Der offizielle Name von Venevisión (Corporación Venezolana de Televisión) ist ähnlich wie der Name des öffentlichen Fernsehsenders Venezolana de Televisión.
- Das offizielle Maskottchen von Venevisión ist ein Tiger.

## Weblink
- Offizielle Seite  (auf Spanisch)